# Barcode Brothers
Barcode Brothers war ein im Jahr 2000 gegründetes Dance-Projekt aus Dänemark. Bekannt wurde es durch den Titel „Dooh Dooh“, in welchem ein Voice-Ooh-ähnlicher Sound („Dooh“) als Melodie dient. Die nachfolgenden Singles konnten nicht an den Charterfolg von „Dooh Dooh“ anknüpfen.

## Diskografie

### Studioalben
| Jahr | Titel Album | Höchstplatzierung, Gesamtwochen, AuszeichnungChartsChartplatzierungen (Jahr, Titel, Album, Platzierungen, Wochen, Auszeichnungen, Anmerkungen) | Anmerkungen |
| Jahr | Titel Album | DK | Anmerkungen |
| ---- | ----------- | --- | ----------- |
| 2001 | Swipe Me    | DK3 Platin · (26 Wo.)DK |             |
| 2002 | BB02        | DK19 (5 Wo.)DK |             |

### Singles
| Jahr | Titel Album        | Höchstplatzierung, Gesamtwochen, AuszeichnungChartplatzierungen (Jahr, Titel, Album, Platzierungen, Wochen, Auszeichnungen, Anmerkungen) | Höchstplatzierung, Gesamtwochen, AuszeichnungChartplatzierungen (Jahr, Titel, Album, Platzierungen, Wochen, Auszeichnungen, Anmerkungen) | Höchstplatzierung, Gesamtwochen, AuszeichnungChartplatzierungen (Jahr, Titel, Album, Platzierungen, Wochen, Auszeichnungen, Anmerkungen) | Höchstplatzierung, Gesamtwochen, AuszeichnungChartplatzierungen (Jahr, Titel, Album, Platzierungen, Wochen, Auszeichnungen, Anmerkungen) | Anmerkungen                                                             |
| Jahr | Titel Album        | DE | AT | CH | DK | Anmerkungen                                                             |
| ---- | ------------------ | --- | --- | --- | --- | ----------------------------------------------------------------------- |
| 2001 | Dooh Dooh Swipe Me | DE17 (9 Wo.)DE | AT36 (5 Wo.)AT | CH89 (6 Wo.)CH | DK— GoldDK | Erstveröffentlichung: 8. Januar 2001                                    |
| 2001 | Flute Swipe Me     | DE41 (7 Wo.)DE | AT46 (10 Wo.)AT | — | DK— GoldDK | Erstveröffentlichung: 23. Juli 2001                                     |
| 2002 | SMS BB02           | DE52 (4 Wo.)DE | — | — | — | Erstveröffentlichung: 3. Juni 2002                                      |
| 2023 | Toget –            | — | — | — | DK11 (2 Wo.)DK | Erstveröffentlichung: 30. März 2023 Tobias Rahim feat. Barcode Brothers |

## Wissenswertes
- Das Lied „SMS“ war der offizielle Toursong der Deutschland Tour 2002[3]